# Opius veratri
Opius veratri är en stekelart som beskrevs av Fischer 1964. Opius veratri ingår i släktet Opius och familjen bracksteklar. Inga underarter finns listade i Catalogue of Life.